# Четирикрил козодой
Четирикрилият козодой (Caprimulgus longipennis) е вид птица от семейство Caprimulgidae.

## Разпространение и местообитание
Разпространен е в Бенин, Буркина Фасо, Габон, Гамбия, Гана, Гвинея, Гвинея-Бисау, Еритрея, Етиопия, Камерун, Кения, ДР Конго, Кот д'Ивоар, Либерия, Мавритания, Мали, Нигер, Нигерия, Сенегал, Сиера Леоне, Судан, Того, Уганда, Централноафриканската република, Чад и Южен Судан.